# Вергун Наталія Іванівна
Наталія Іванівна Вергун (* 2 липня 1938 м. Охтирка, нині Сумської області) — українська художниця. Народний художник України (1997). Член Національної спілки художників України (1971). Донька Івана Виргана.

## Життєпис
Наталія Іванівна Вергун народилася 2 липня 1938 року в місті Охтирка. Батьком майбутньої художниці був Іван Оникійович Вирган (Вергун) — український поет і перекладач, жертва сталінських репресій, учасник Другої світової війни.
У 1953—1958 рр. Наталія Вергун навчалась у Харківському художньому училищі (викладач М.  Сліпченко).
1964 року закінчила Ленінградський інститут живопису, скульптури та архітектури імені Іллі Рєпіна (педагог з фаху А. А. Мильников). Продовжила навчання у творчій майстерні Академії мистецтв СРСР (1966—1968; керівник А. А. Мильников).
Працювала викладачем у Київському художньому інституті (1964—1966) та Харківському художньо-промисловому інституті (1968—1978). Від 1978 року — на творчій роботі.
Член Харківського організації Національної спілки художників України з 1971 року.
Учасниця численних колективних, всеукраїнських, всесоюзних та міжнародних художніх виставок.
Персональні виставки — у Харкові (1984—1985, 1998—1999, 2008, 2018), Києві (1987, 1999), Краснограді (Харківська обл., 1987).
У вересні 2018 року в Харківському художньому музеї, де зберігається понад сто творів художниці, відбулася її ювілейна персональна виставка «Серце, серце, ти не можеш зрадить, помилитись у своїх піснях».
Картини Наталії Вергун зберігаються також у Національному художньому музеї України, Чернігівському обласному художньому музеї,  Кременецькому (Тернопільська обл.) та Красноградському краєзнавчих музеях, Ізмаїльській картинній галереї (Одеська обл.).

## Творча діяльність
У доробку художниці — жанрове малярство, натюрморти, автопортрети, етюди, малюнки. Провідна тематика робіт — життя українського села.

## Основні твори
- цикл «Рідна земля» (1969)
- «Автопортрет з батьком» (1969)
- цикл «Пори року. Натюрморти» (1970—1983)
- «Вечеря хліборобів» (1984)
- цикл «Поетична Україна» (1993—1996)

## Відзнаки
- Заслужений художник України (1991)
- Народний художник України (1997)
- Відзначена державними стипендіями[3][4]
- Лауреат муніципальної премії (м. Харків)[5]